# SWA Sharks
El SWA Sharks es un equipo de fútbol de las Islas Turcas y Caicos que juega en la WIV Liga Premier, la liga de fútbol más importante del país.

## Historia
Fue fundado en el año 1998 en la ciudad de Providenciales y en ese mismo año jugaron en la WIV Liga Premier, en la cual fueron campeones tres años después perdiendo más partidos de los que ganó, siendo el primer título de liga que han ganado.
Actualmente es uno de los equipos de fútbol más estables de la Islas Turcas y Caicos, ya que han jugado en la máxima categoría desde su fundación y son el primer equipo de Islas Turcas y Caicos en disputar un partido oficial de competición internacional cuando perdieron 0-1 ante el CRKSV Jong Holland de Curazao por la CONCACAF Caribbean Club Shield 2022. 

## Palmarés
- WIV Liga Premier: 4

2000/01, 2019/20, 2021/22, 2022/23

## Participación en competiciones de la Concacaf
| Temporada | Torneo                         | Ronda          | Club                | Casa | Visita | Global   |
| --------- | ------------------------------ | -------------- | ------------------- | ---- | ------ | -------- |
| 2022      | CONCACAF Caribbean Club Shield | Fase de grupos | CRKSV Jong Holland  | 0-1  | 0-1    | 3° lugar |
| 2022      | CONCACAF Caribbean Club Shield | Fase de grupos | AS Gosier           | 0-1  | 0-1    | 3° lugar |
| 2022      | CONCACAF Caribbean Club Shield | Fase de grupos | Real Rincon         | 3-1  | 3-1    | 3° lugar |
| 2023      | CONCACAF Caribbean Club Shield | Fase de grupos | SV Dakota           | 0-2  | 0-2    | 4° lugar |
| 2023      | CONCACAF Caribbean Club Shield | Fase de grupos | Club Sando          | 0-9  | 0-9    | 4° lugar |
| 2023      | CONCACAF Caribbean Club Shield | Fase de grupos | Solidarité Scolaire | 1-1  | 1-1    | 4° lugar |

## Jugadores

### Jugadores destacados
- Gavin Glinton
- Horace James